# Muntele Băișorii, Cluj
Muntele Băișorii (în maghiară Kisbányahavas, în germană Erzdorf) este un sat în comuna Băișoara din județul Cluj, Transilvania, România.

## Date geografice
Altitudini între 972 și 1246 m.

## Personalități
- Victor Felea (24 mai 1923 - 28 martie 1993), poet, critic.

## Vezi și
- Biserica de lemn din Muntele Băișorii

## Imagini

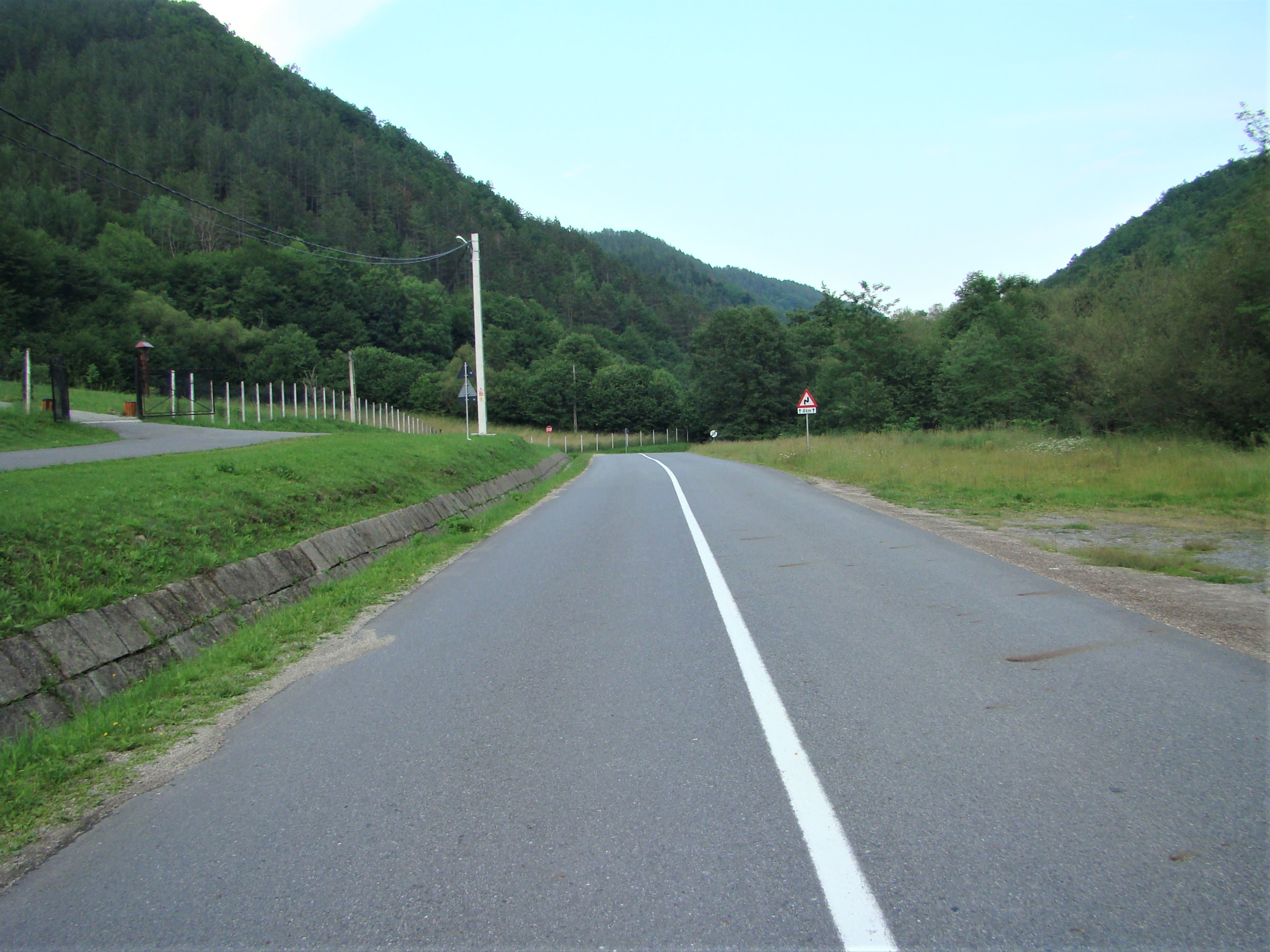
Drumul Băișoara-Muntele Băișorii
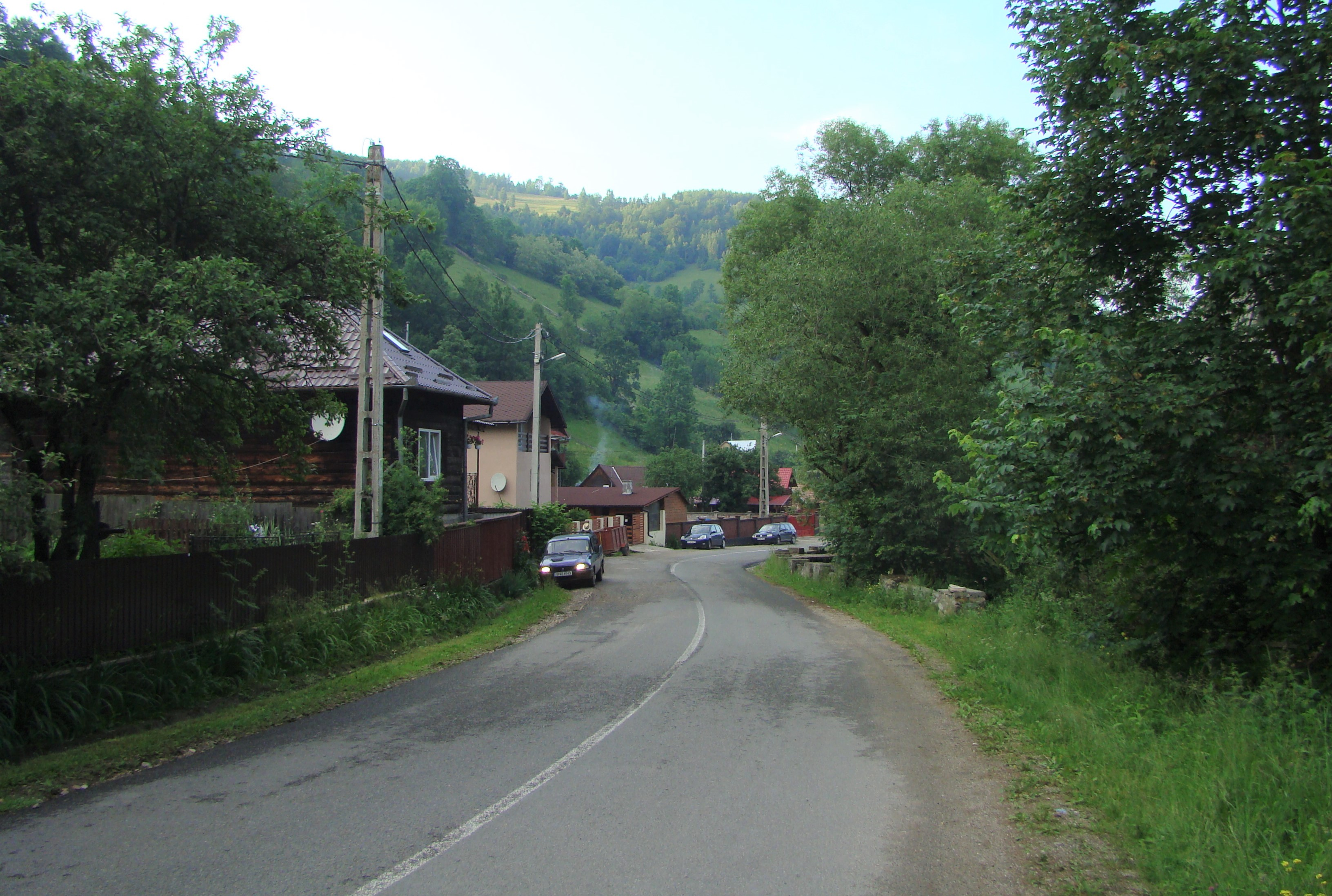
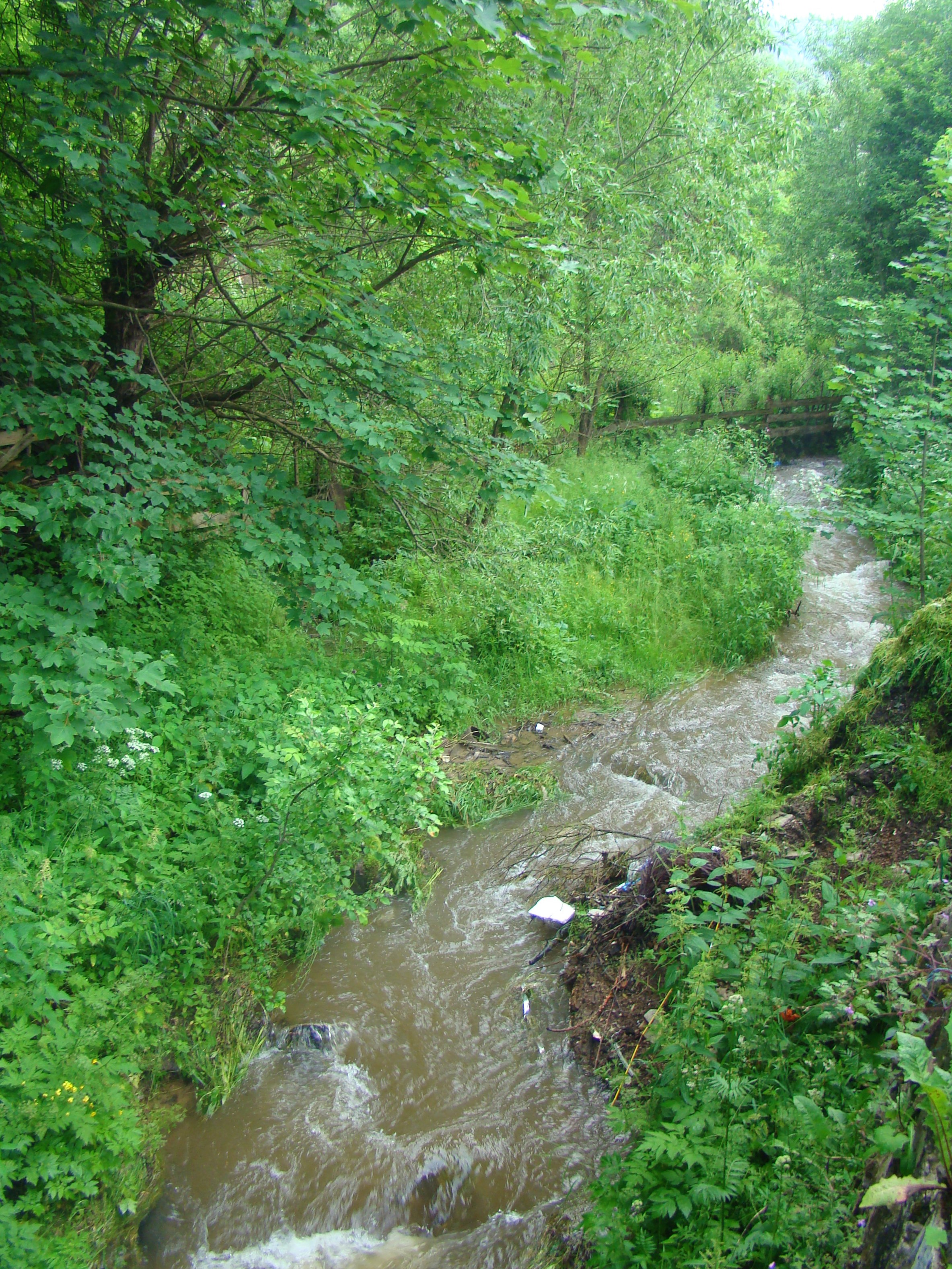
Râul Ierța
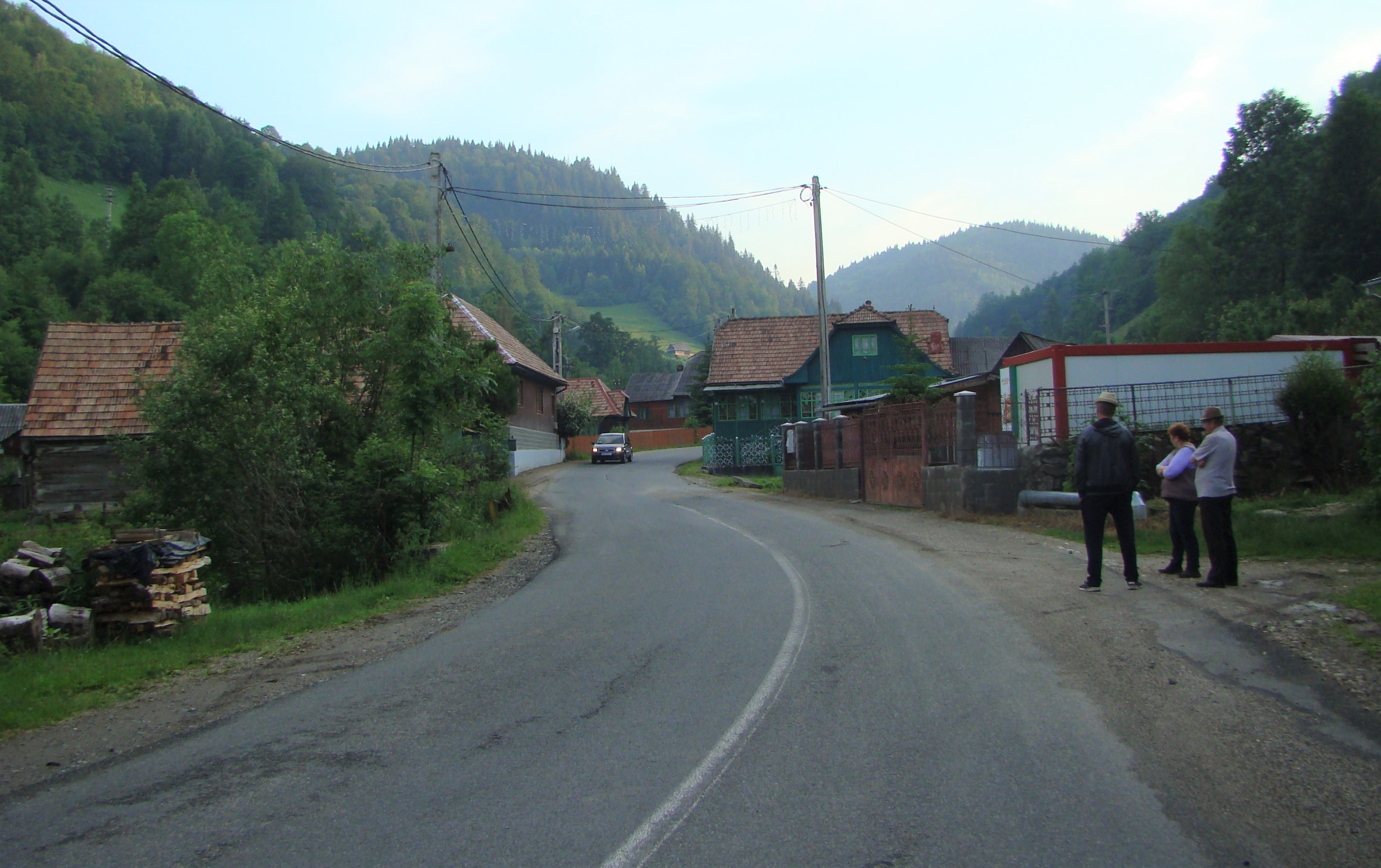
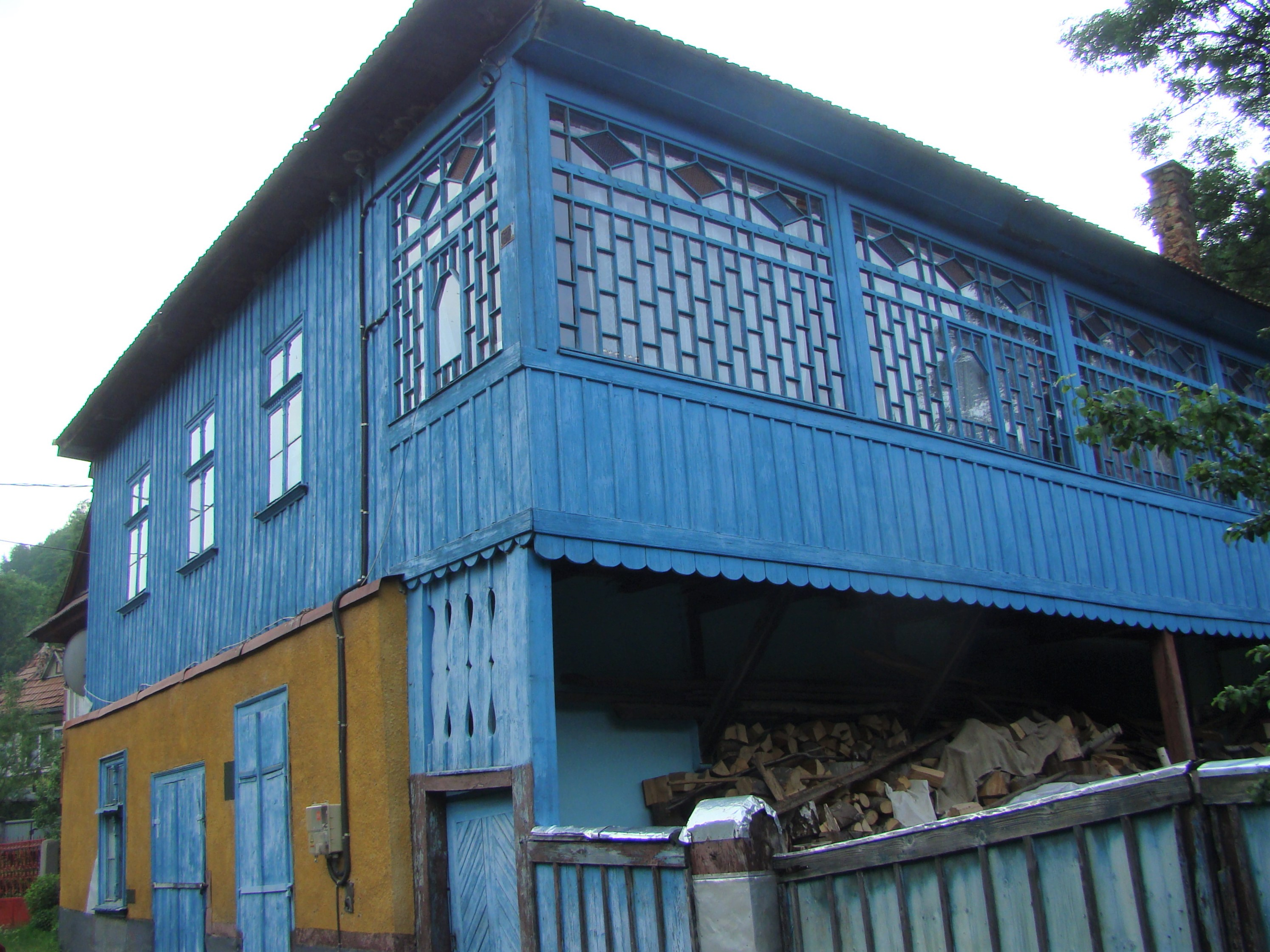
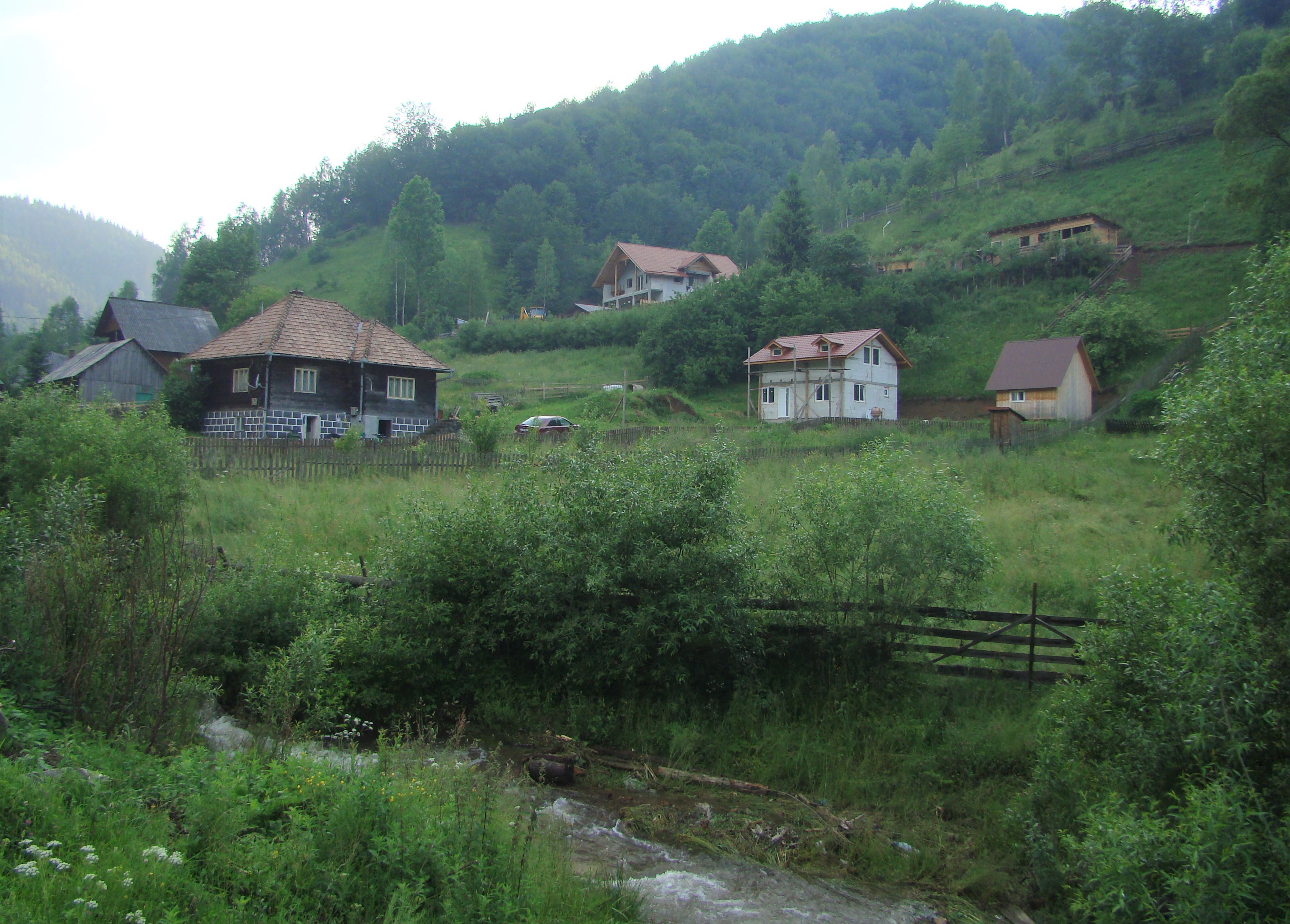
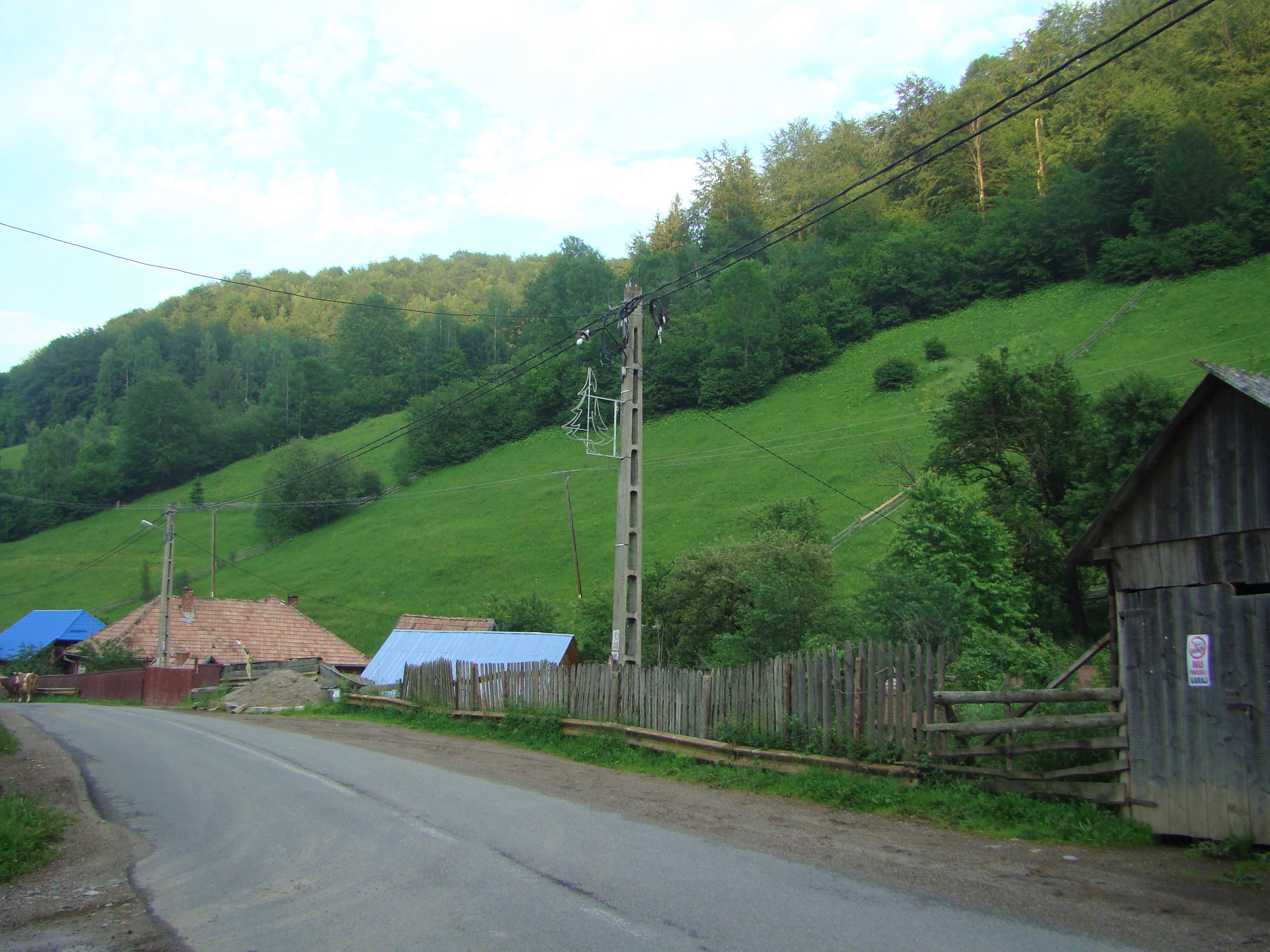
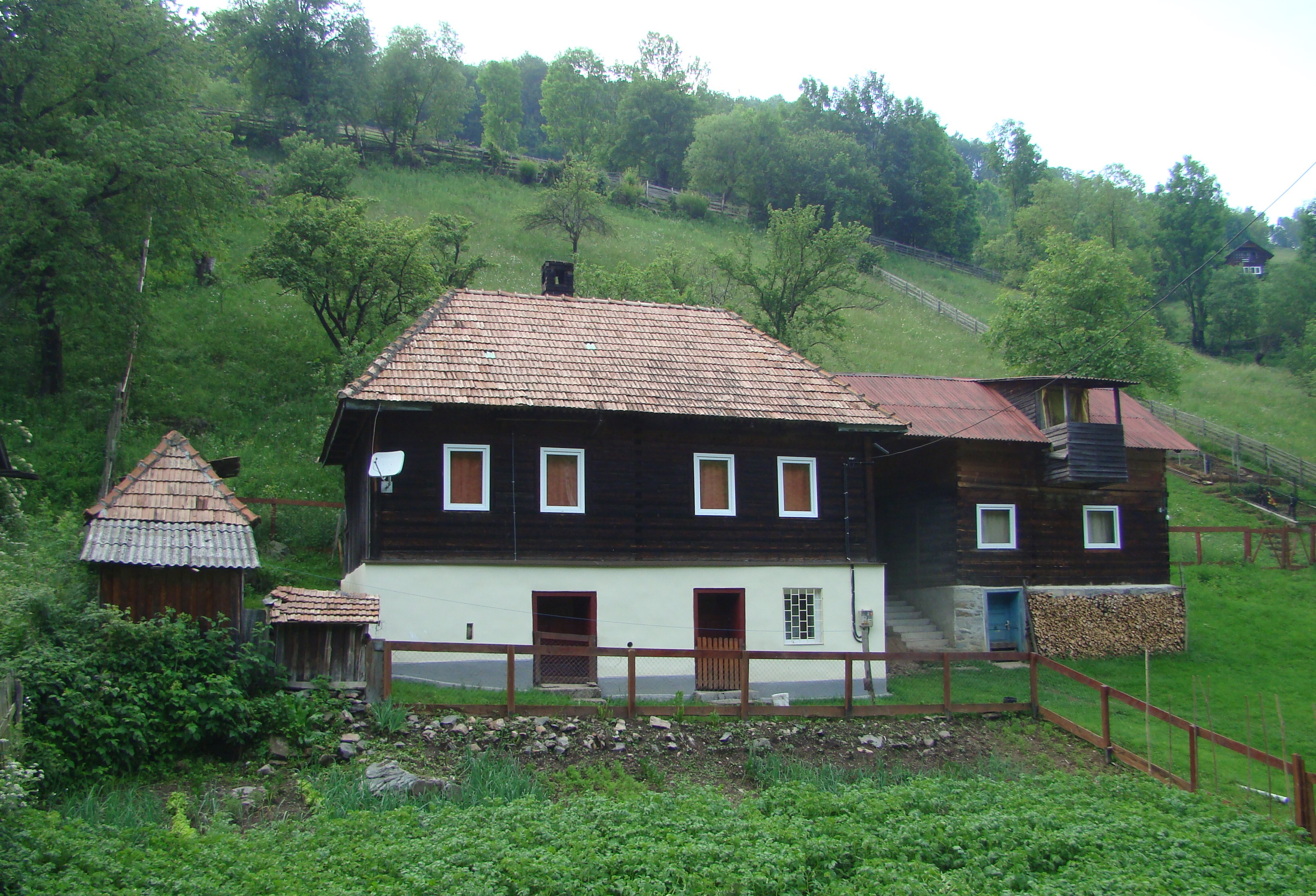
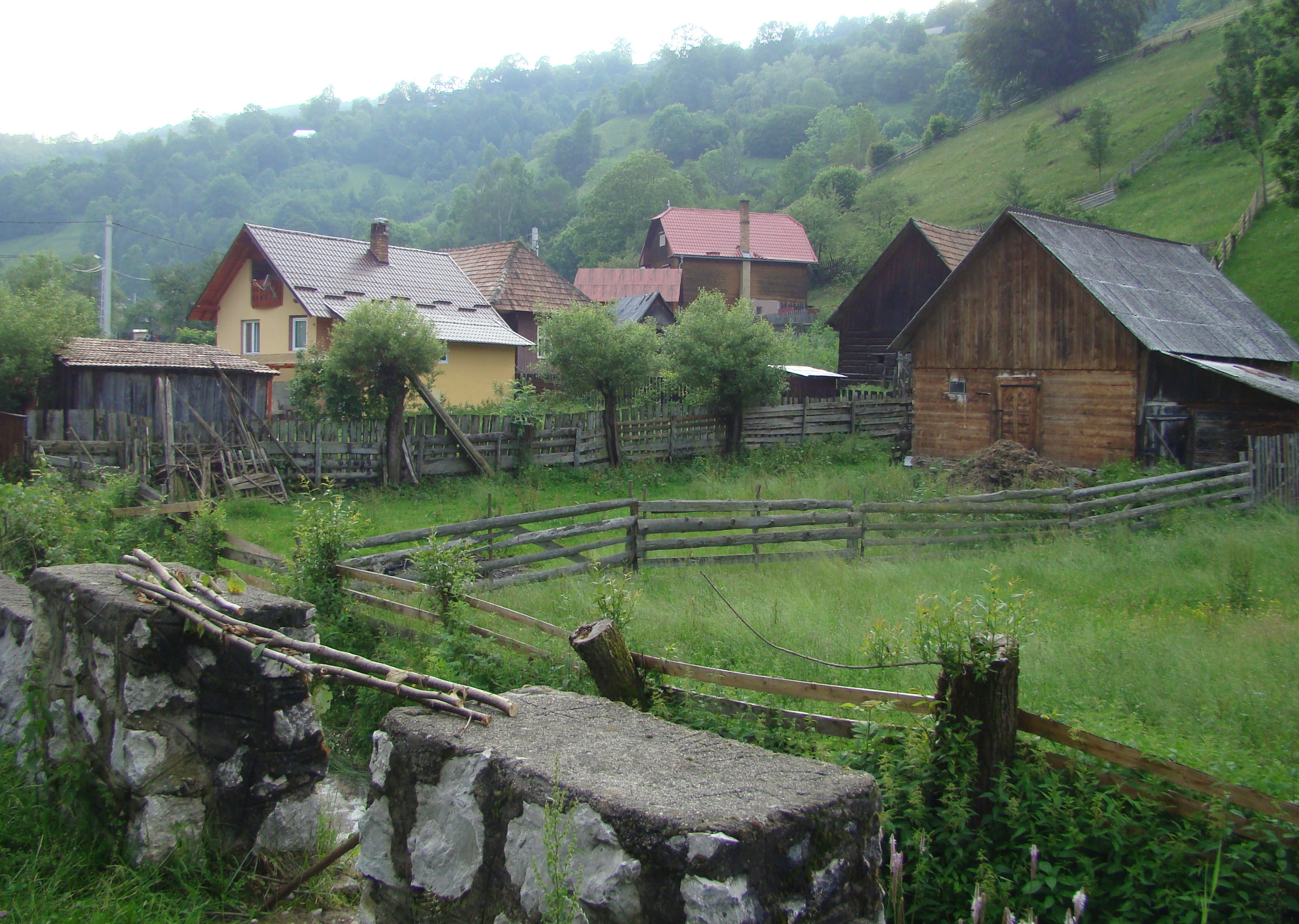
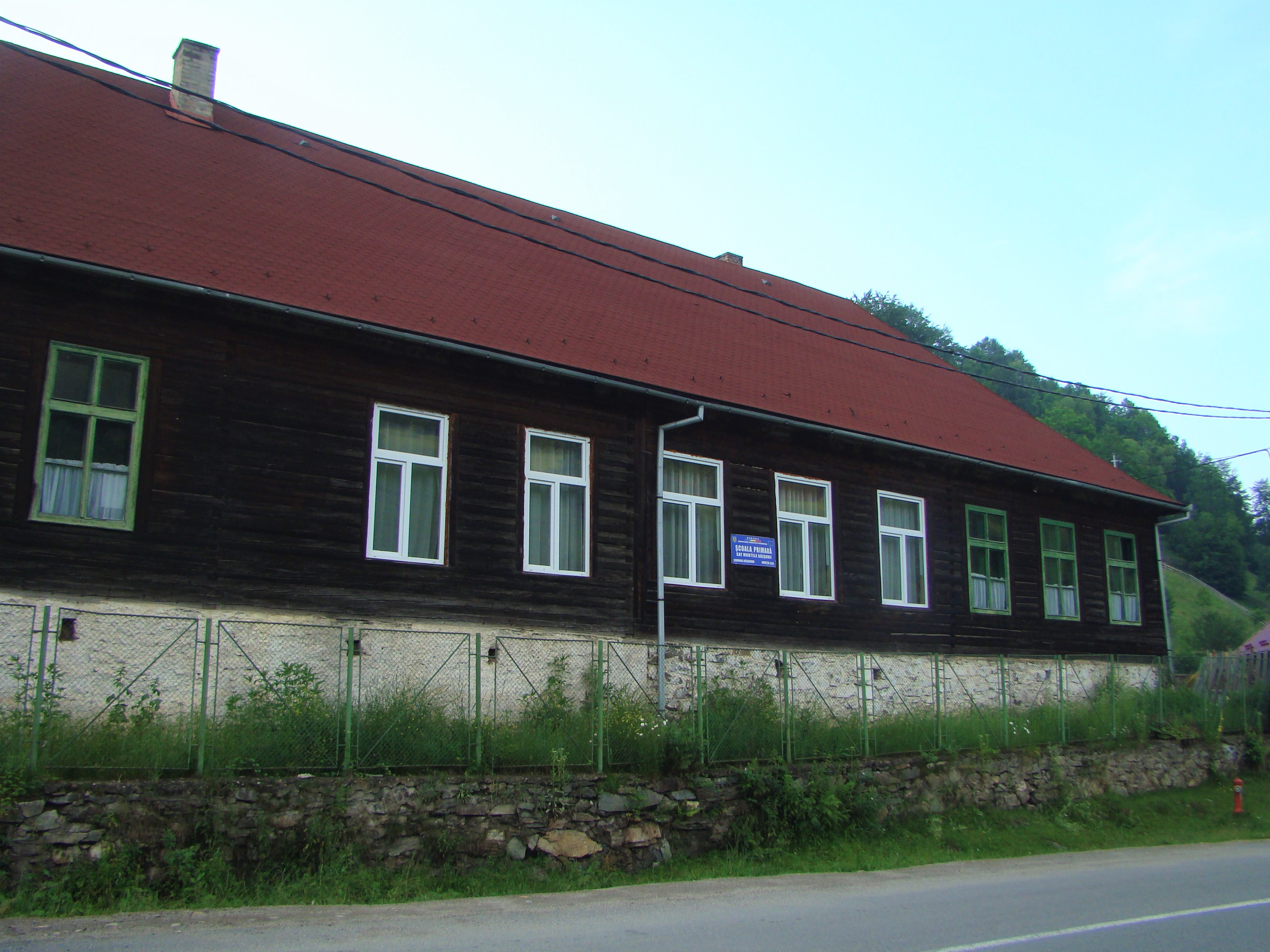
Școala
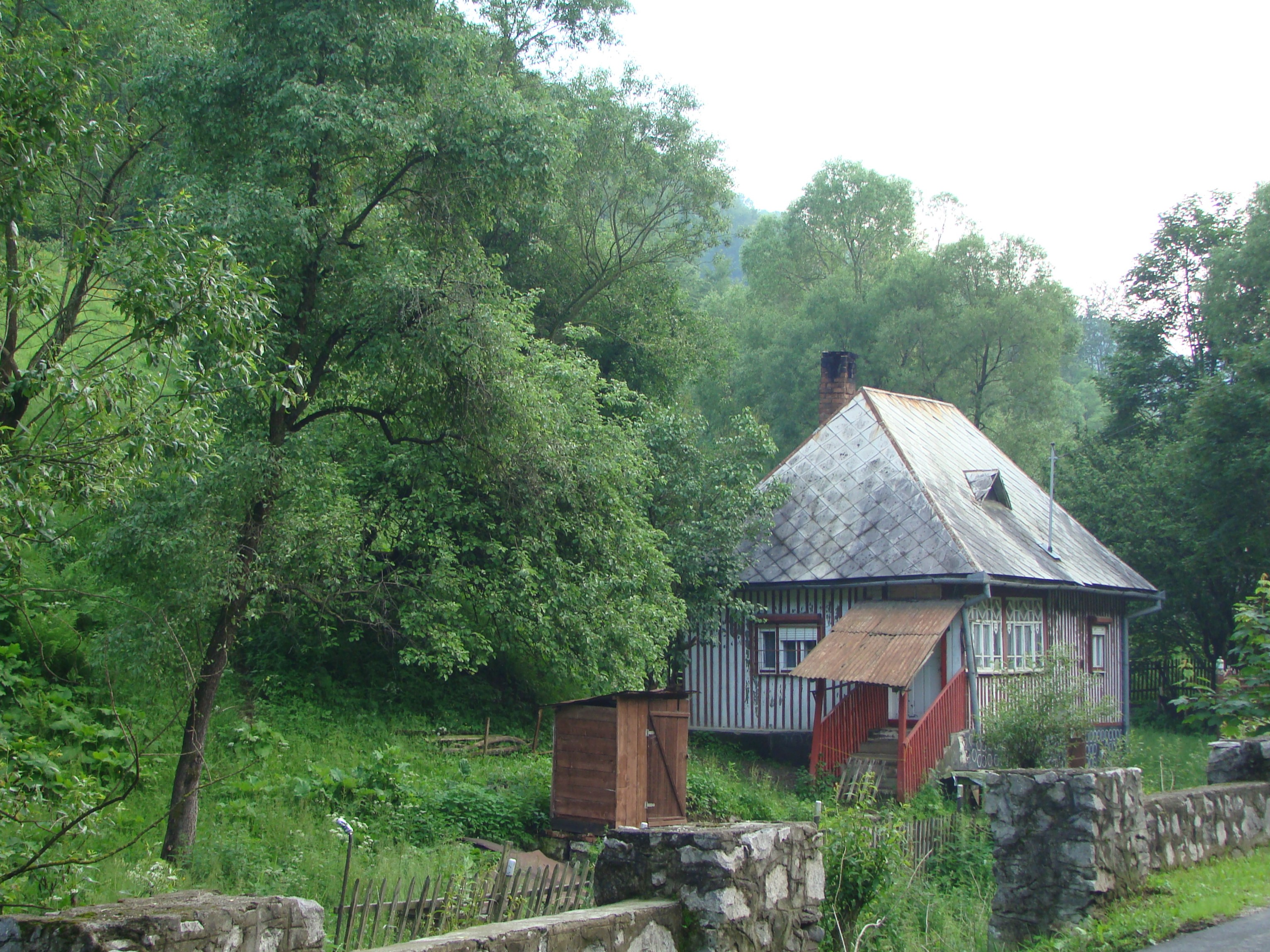
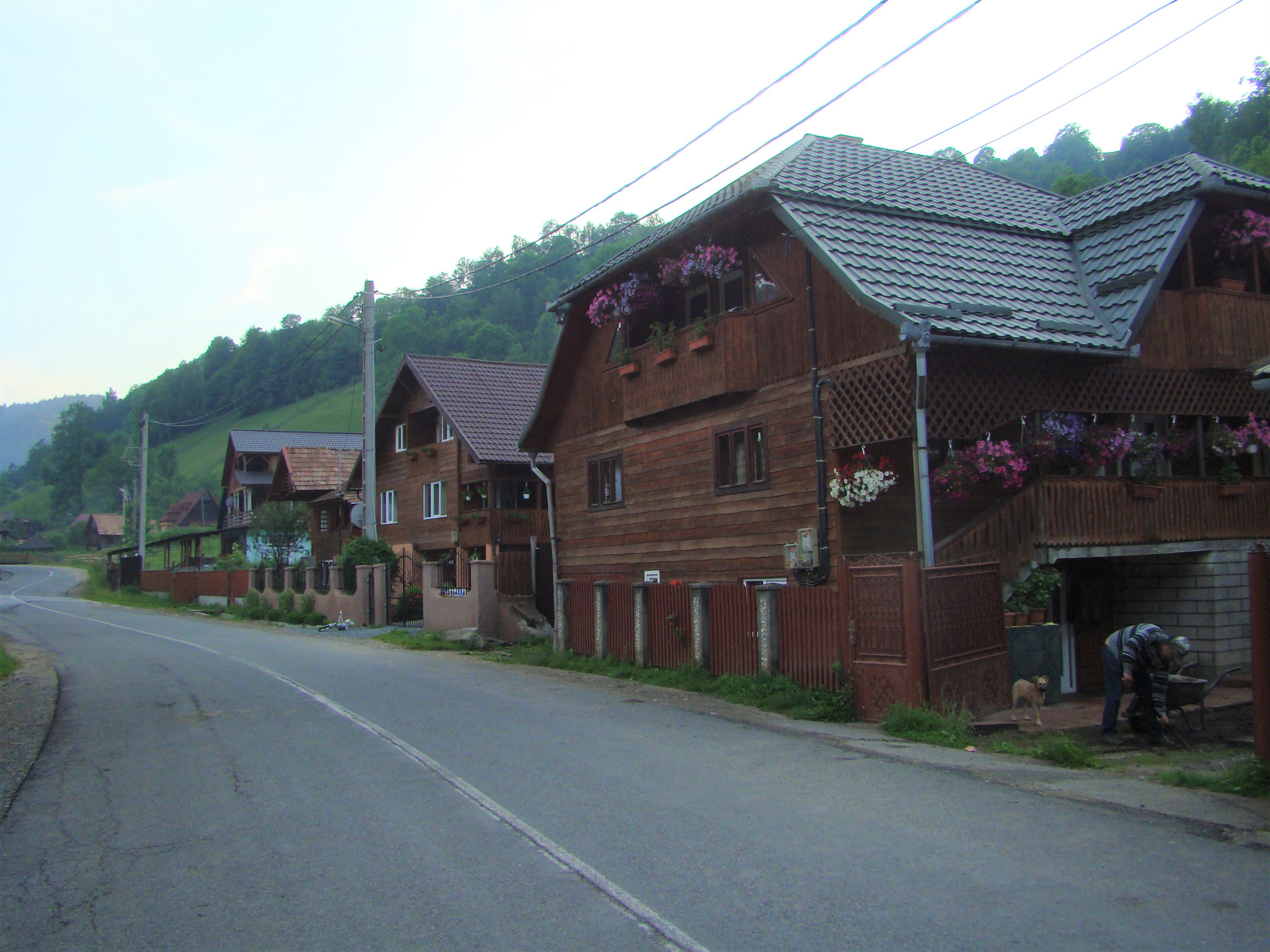
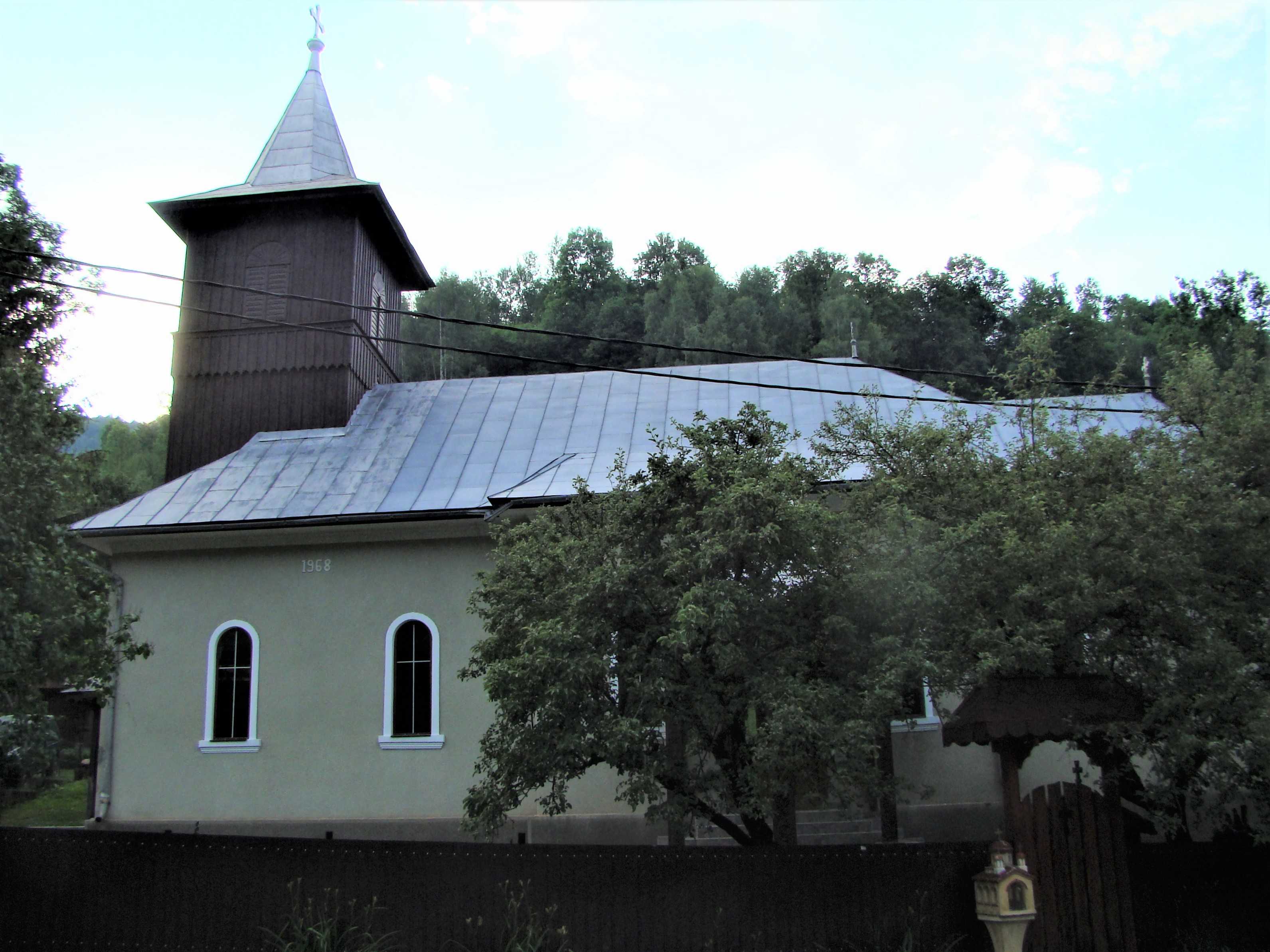
Biserica de lemn
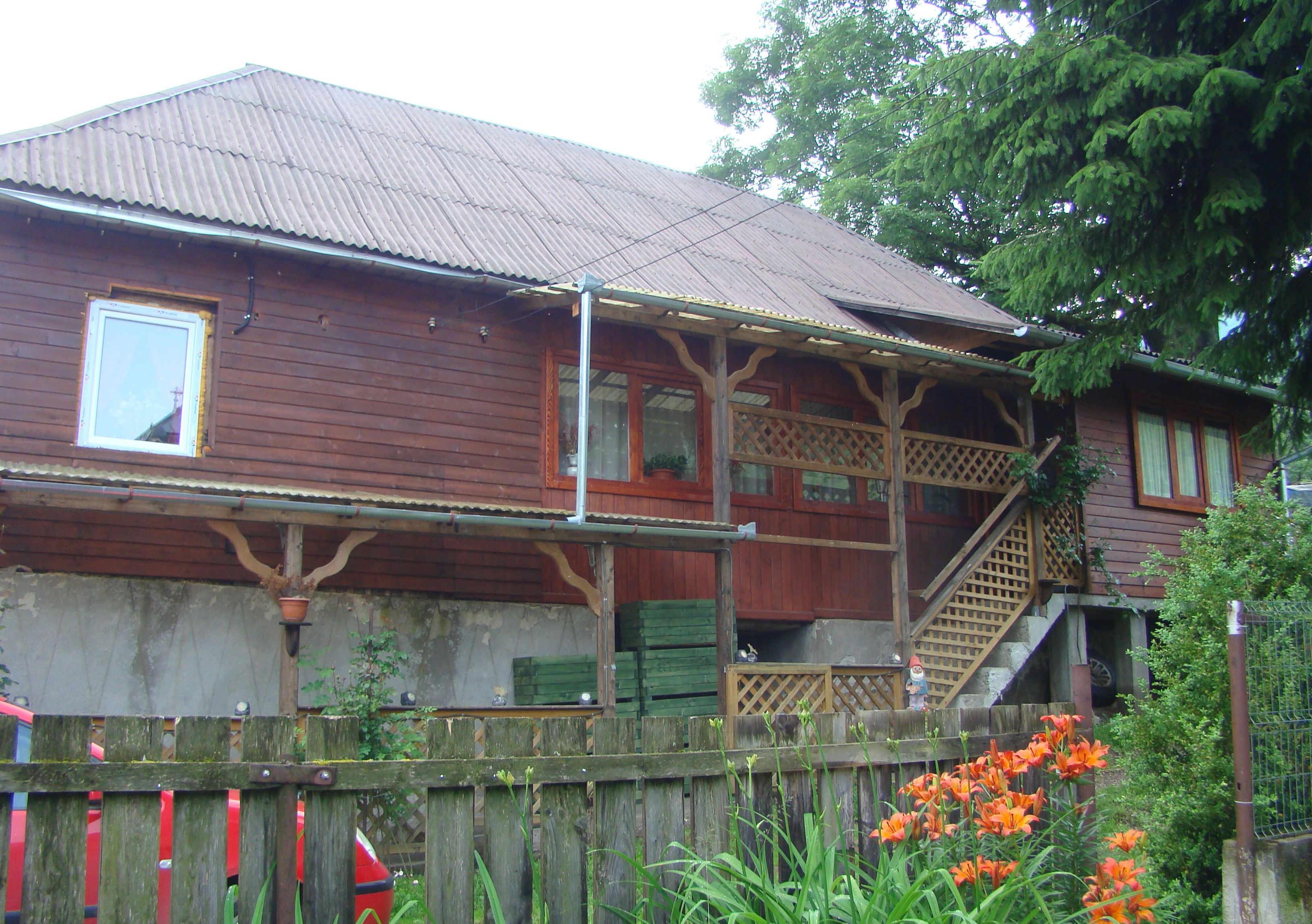
Casa parohială din 1714